# Jade (folyó)
A Jade egy mindössze 22 km hosszú folyó Németország Alsó-Szászország nevű tartományának északi részén. Oldenburg mellett ered, nevét viseli a partjain elterülő község. A Jadét azonban a nevét viselő öböl teszi ismertté.

## A Jade-öböl

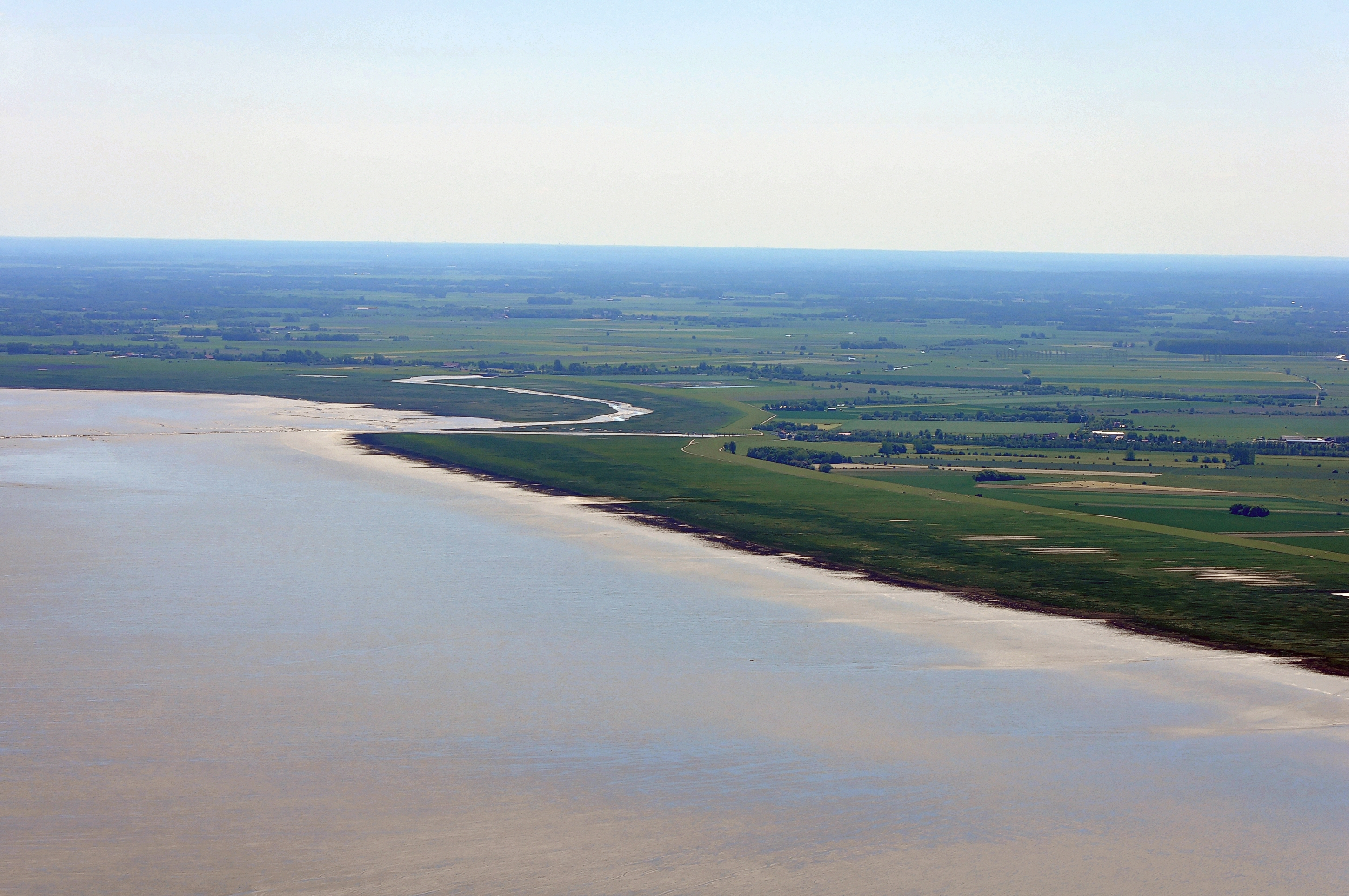
A Jade torkolata

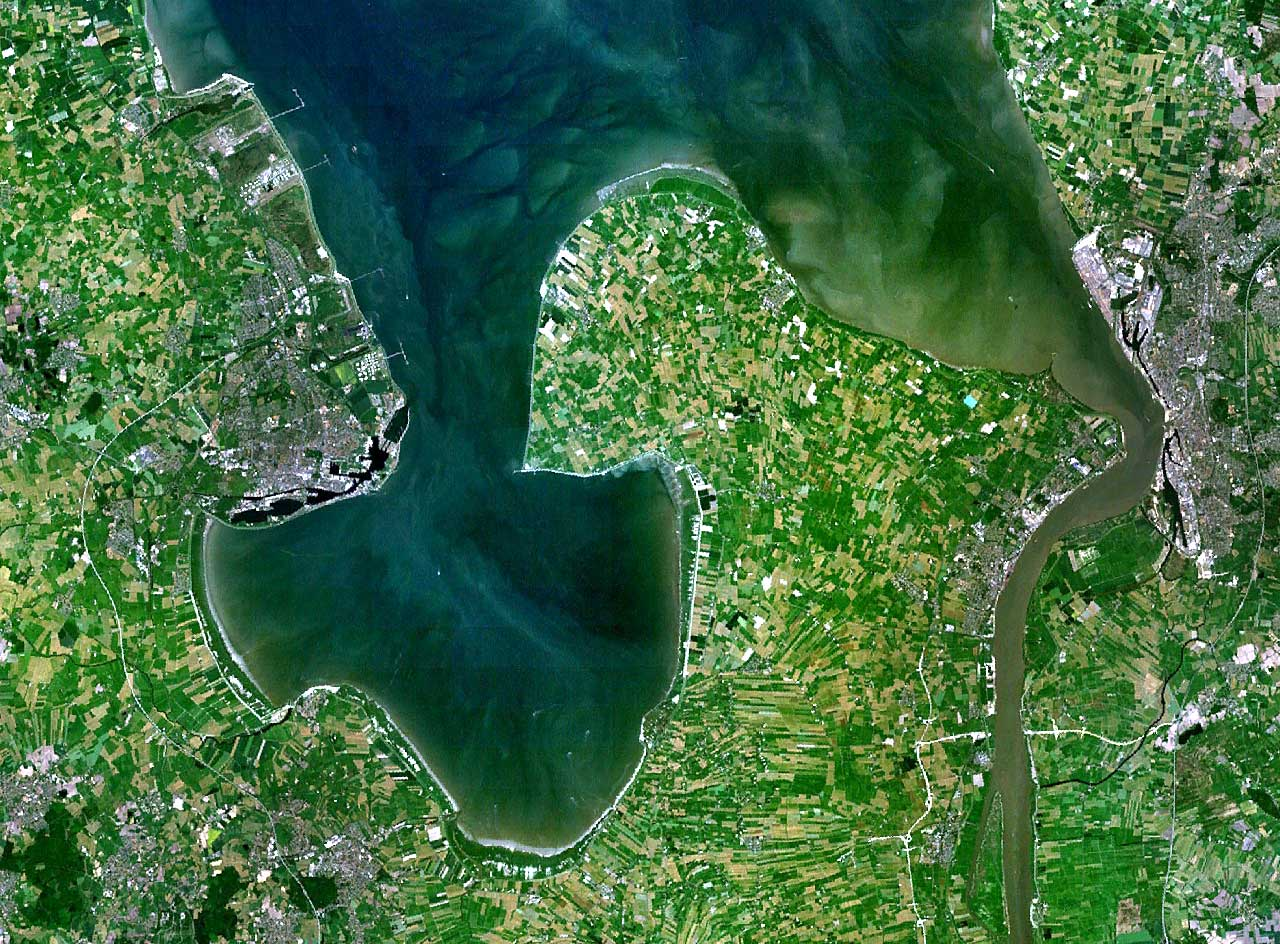
A Jade-öböl műholdképen

A Jade folyócska hatalmas méretű tölcsértorkolattal éri el az Északi-tengert Wilhelmshaven és Butjadingen között. A hatalmas öblözet területe 190 km² és az északnémet partvidék térképen talán legszembetűnőbb képződménye.

### A Jade-öböl története
A Jade-öböl a 12. században keletkezett. A területen a legutolsó jégkorszak idején az ős-Weser haladt át, alacsony fekvése miatt pedig különösen ki volt téve a vihardagályok és tengerbetörések veszélyeinek. Az öblözet kialakulása 1164. február 17-én vette kezdetét. Az ún. Júlia-ár betört a szárazföldre és több mint 500 km²-es területet árasztott el. A természeti jelenségnek 20 000 környékbeli esett áldozatul. (A legnagyobb elpusztult település Aldessen volt.) Az öböl az 1511-es Szent Antal-árral érte el legnagyobb kiterjedését. A pusztító vihardagályok megelőzése végett ekkor nagyszabású gátépítések kezdődtek, melyek a Jade-öblöt a mai méretére zsugorították össze. 1853-ban Oldenburg megalapította a mai Wilhelmshaven elődjét, melyet Németország legjelentősebb kikötőjévé kívántak fejleszteni.

### A Jade és a tengerhajózás
Az árapály jelenség a torkolatot több mint 19 méternyire mélyítette, ez a vízmélység lehetővé teszi, hogy a világ legnagyobb hajói vízállástól függetlenül közlekedni tudjanak a Jadén. Wilhelmshaven jelenleg Európa legjelentősebb kőolajkikötője. Építés alatt áll az ún. Weser-Jade Kikötő, amelybe a 400 méternél hosszabb konténerszállító hajók futhatnak majd be.